# NGC 7713A
NGC 7713A is een balkspiraalstelsel in het sterrenbeeld Beeldhouwer. Het hemelobject werd op 4 oktober 1836 ontdekt door de Britse astronoom John Herschel.

## Synoniemen
- ESO 347-30
- MCG -6-51-10
- AM 2334-375
- PGC 71912